# Josephine Langford
Josephine Langford (Perth, 18 agosto 1997) è un'attrice australiana.

## Biografia
Langford è nata a Perth, nell'Australia occidentale, e cresciuta a Applecross, un sobborgo lungo il fiume di Perth. È la figlia più piccola di Elizabeth Langford, pediatra, e Stephen Langford, medico volante e direttore dei servizi medici presso il Royal Flying Doctor Service Western Operations. Sua sorella maggiore è Katherine Langford, nota per essere la protagonista nella serie televisiva Tredici.
Langford, che considera la recitazione come qualcosa che ha sempre voluto fare, ha iniziato a recitare all'età di 15 anni, apparendo in numerosi cortometraggi come Sex Ed (2013), When Separating (2013) e Gypsy Blood (2014). Ha fatto il suo debutto sullo schermo nel film Pulse (2017), presentato ai festival cinematografici. Ha recitato anche come attrice non protagonista lo stesso anno in un film horror americano Wish Upon, recitando al fianco di Joey King. Ha fatto il suo debutto televisivo nel 2017 nella serie australiana Wolf Creek.
Il 9 luglio 2018, è stato annunciato che Langford avrebbe recitato nel ruolo di Tessa Young nel film After, basato sull’omonimo romanzo per adulti del 2014 scritto da Anna Todd. Il film è stato presentato in anteprima nel 2019, e ha incassato 69,5 milioni di dollari. È stata nominata e ha vinto un Teen Choice Awards per il suo ruolo di Tessa. Un sequel, After 2, è stato annunciato nel 2019, con la Langford che ha ripreso il suo ruolo. Nel 2019 è apparsa anche nella serie televisiva horror Into the Dark, interpretando Clair.

## Filmografia

### Cinema
- Sex Ed, regia di Rob Viney – cortometraggio (2013)
- Gypsy Blood, regia di Christopher R. Watson – cortometraggio (2014)
- Pulse, regia di Stevie Cruz-Martin (2017) – non accreditata
- Wish Upon, regia di John R. Leonetti (2017)
- After, regia di Jenny Gage (2019)
- After 2 (After We Collided), regia di Roger Kumble (2020)
- Girl Power - La rivoluzione comincia a scuola (Moxie), regia di Amy Poehler (2021)
- After 3 (After We Fell), regia di Castille Landon (2021)
- After 4 (After Ever Happy), regia di Castille Landon (2022)
- Gigi & Nate, regia di Nick Hamm (2022)
- After 5 (After Everything), regia di Castille Landon (2023)
- L'altra Zoey (The Other Zoey), regia di Sara Zandieh (2023)

### Televisione
- Wolf Creek – serie TV, episodi 2x01-2x02 (2017)
- Into the Dark – serie TV, episodio 1x09 (2019)

## Doppiatrici italiane
Nelle versioni in italiano delle opere in cui ha recitato, Josephine Langford è stata doppiata da:
- Joy Saltarelli in After, After 2, After 3, After 4, After 5, L'altra Zoey
- Lucrezia Marricchi in Into the Dark
- Virna Zornan in Girl Power - La rivoluzione comincia a scuola